# Estisch voetbalelftal in 1928
Het Estisch voetbalelftal speelde in totaal vijf officiële interlands in het jaar 1928, acht jaar nadat de nationale ploeg van het Baltische land de eerste officiële interland uit de geschiedenis had gespeeld: op 17 oktober 1920 in en tegen Finland (6-0 nederlaag). Een selectiecommissie van de Estische voetbalbond bepaalde de samenstelling en de opstelling van de ploeg.

## Balans
| Wedstrijden | Wedstrijden | Wedstrijden | Wedstrijden | Doelpunten | Doelpunten | Doelpunten | Punten |
| Gespeeld    | Winst       | Gelijk      | Verlies     | Voor       | Tegen      | Saldo      | Punten |
| ----------- | ----------- | ----------- | ----------- | ---------- | ---------- | ---------- | ------ |
| 5           | 1           | 2           | 2           | 9          | 5          | +4         | 0.800  |

## Interlands
|                                                  |         |                       |        |                                                                                  |
| 9 juli Vriendschappelijk № 32 «onderlinge duels» | Estland | 0 – 1                 | Zweden | Kadrioru Staadion, Tallinn Toeschouwers: 4.500 Scheidsrechter: Matti Aalto (FIN) |
| 9 juli Vriendschappelijk № 32 «onderlinge duels» |         | 81' Bertil Pettersson |        | Kadrioru Staadion, Tallinn Toeschouwers: 4.500 Scheidsrechter: Matti Aalto (FIN) |

|                                               | |       |          |                                                                                    |
| 26 juli Baltische Cup № 33 «onderlinge duels» | Estland | 6 – 0 | Litouwen | Kadrioru Staadion, Tallinn Toeschouwers: 5.000 Scheidsrechter: Gustaf Ekberg (HUN) |
| 26 juli Baltische Cup № 33 «onderlinge duels» | Arnold Pihlak 1' (pen.) Helmuth Räästas 14' Arnold Pihlak 21' Arnold Pihlak 57' Artur Maurer 74' Artur Maurer 78' |       |          | Kadrioru Staadion, Tallinn Toeschouwers: 5.000 Scheidsrechter: Gustaf Ekberg (HUN) |

|                                               |         |                     |         |                                                                                    |
| 27 juli Baltische Cup № 34 «onderlinge duels» | Estland | 0 – 1               | Letland | Kadrioru Staadion, Tallinn Toeschouwers: 5.000 Scheidsrechter: Gustaf Ekberg (HUN) |
| 27 juli Baltische Cup № 34 «onderlinge duels» |         | 63' Arnolds Tauriņš |         | Kadrioru Staadion, Tallinn Toeschouwers: 5.000 Scheidsrechter: Gustaf Ekberg (HUN) |

|                                                       |                                    |       |                                     |                                                                                        |
| 12 augustus Vriendschappelijk № 35 «onderlinge duels» | Finland                            | 2 – 2 | Estland                             | Töölön Pallokenttä, Helsinki Toeschouwers: 3.000 Scheidsrechter: Alf Hillerström (SWE) |
| 12 augustus Vriendschappelijk № 35 «onderlinge duels» | Gunnar Åström 30' Yrjö Kanerva 63' |       | 41' Arnold Pihlak 74' Heinrich Paal | Töölön Pallokenttä, Helsinki Toeschouwers: 3.000 Scheidsrechter: Alf Hillerström (SWE) |

|                                                        |                     |       |                   |                                                                                    |
| 23 september Vriendschappelijk № 36 «onderlinge duels» | Letland             | 1 – 1 | Estland           | LSB Stadions, Riga Toeschouwers: 4.000 Scheidsrechter: Valerijonas Balčiūnas (LTU) |
| 23 september Vriendschappelijk № 36 «onderlinge duels» | Voldemārs Plade 26' |       | 41' Arnold Pihlak | LSB Stadions, Riga Toeschouwers: 4.000 Scheidsrechter: Valerijonas Balčiūnas (LTU) |

## Statistieken
| Alfred Ratnik         | 0000-00-00 | JK Kalev Tallinn  | 4 | 0 | 0 | 4  | 0  |
| August Lass           | 1903-08-16 | Tallinna JK       | 1 | 0 | 0 | 21 | 0  |
| Verdediging           |            |                   |   |   |   |    |    |
| Elmar Kaljot          | 1901-11-15 | Tallinna JK       | 5 | 0 | 0 | 22 | 3  |
| Rudolf Kallaste       | 1904-07-05 | Tallinna JK       | 4 | 0 | 0 | 6  | 0  |
| Voldemar Piperal      | 1900-10-04 | JK Kalev Tallinn  | 4 | 0 | 0 | 8  | 0  |
| Otto Reinfeldt-Reinlo | 1899-03-31 | SK Tallinna Sport | 2 | 0 | 0 | 10 | 0  |
| Heino Römmer          | 0000-00-00 | JK Kalev Tallinn  | 2 | 0 | 0 | 4  | 0  |
| Bernhard Rein         | 1897-11-19 | Tallinna JK       | 1 | 0 | 0 | 21 | 0  |
| Elmar Saar            | 1908-02-19 | Tallinna JK       | 1 | 0 | 0 | 1  | 0  |
| Vladimir Silberg      | 0000-00-00 | SK Tallinna Sport | 1 | 0 | 0 | 2  | 0  |
| Middenveld            |            |                   |   |   |   |    |    |
| Arnold Pihlak         | 1902-07-17 | Tallinna JK       | 5 | 0 | 4 | 30 | 12 |
| Eugen Einman          | 1905-10-06 | Tallinna JK       | 5 | 0 | 1 | 21 | 1  |
| Heinrich Paal         | 1895-06-26 | SK Tallinna Sport | 5 | 0 | 1 | 27 | 4  |
| Helmuth Räästas       | 1903-01-20 | JK Kalev Tallinn  | 3 | 0 | 1 | 5  | 2  |
| Artur Maurer          | 1905-00-00 | JK Kalev Tallinn  | 2 | 0 | 2 | 4  | 2  |
| Aanval                |            |                   |   |   |   |    |    |
| Karl Fischer          | 0000-00-00 | Tallinna JK       | 4 | 0 | 0 | 4  | 0  |
| Eduard Ellman-Eelma   | 1902-04-07 | Tallinna JK       | 3 | 0 | 0 | 23 | 6  |
| Ernst-Aleksandr Joll  | 1902-09-16 | Tallinna JK       | 2 | 0 | 0 | 21 | 4  |
| Johannes Brenner      | 1906-01-16 | Tallinna JK       | 1 | 0 | 0 | 9  | 0  |

EJL · A-internationals · Bondscoaches · Statistieken · Estisch vrouwenelftal · Olympisch elftal · Estland U21 · Estland U20 · Estland U19 · Estland U18 · Estland U17 · Estland U16
1920 – 1929 ·
1930 – 1939 ·
1940 – 1949 ·
1950 – 1990 · 
1990 – 1999 ·
2000 – 2009 ·
2010 – 2019 ·
2020 − 2029
OS 1924
1920 ·
1921 ·
1922 ·
1923 ·
1924 ·
1925 ·
1926 ·
1927 ·
1928 ·
1929 · 
1930 · 
1931 · 
1932 · 
1933 · 
1934 · 
1935 · 
1936 · 
1937 · 
1938 · 
1939 · 
1940 · 
1941 · 
1942 · 
1943 · 1944 · 
1945 · 
1946 · 
1947 · 
1948 · 
1949 · 
1950 – 1990 · 
1991 · 
1992 · 
1993 · 
1994 · 
1995 · 
1996 · 
1997 · 
1998 · 
1999 · 
2000 · 
2001 · 
2002 · 
2003 · 
2004 · 
2005 · 
2006 · 
2007 · 
2008 · 
2009 · 
2010 · 
2011 · 
2012 · 
2013 · 
2014 · 
2015 · 
2016 ·
2017 ·
2018 ·
2019 ·
2020
Albanië ·
Andorra ·
Angola ·
Antigua en Barbuda ·
Argentinië ·
Armenië ·
Azerbeidzjan ·
België ·
Bosnië-Herzegovina ·
Brazilië ·
Bulgarije ·
Canada ·
Chili ·
China ·
Cyprus ·
Denemarken ·
Duitsland ·
Ecuador ·
Egypte ·
El Salvador ·
Engeland ·
Equatoriaal-Guinea ·
Faeröer ·
Fiji ·
Filipijnen ·
Finland ·
Frankrijk ·
Georgië · 
Gibraltar ·
Griekenland ·
Hongarije ·
Hongkong ·
Ierland ·
IJsland ·
Indonesië ·
Irak ·
Israël ·
Italië ·
Jordanië ·
Kazachstan ·
Kirgizië ·
Kroatië ·
Letland ·
Libanon ·
Liechtenstein ·
Litouwen ·
Luxemburg ·
Malta ·
Marokko ·
Mexico ·
Moldavië ·
Montenegro ·
Nederland ·
Nieuw-Caledonië ·
Nieuw-Zeeland ·
Noord-Ierland ·
Noord-Macedonië ·
Noorwegen ·
Oekraïne ·
Oezbekistan ·
Oman ·
Oostenrijk ·
Polen ·
Portugal ·
Qatar ·
Roemenië ·
Rusland ·
Saint Kitts en Nevis ·
San Marino ·
Saoedi-Arabië ·
Schotland ·
Servië ·
Slovenië ·
Slowakije · 
Spanje ·
Tadzjikistan ·
Thailand ·
Trinidad en Tobago ·
Tsjechië ·
Turkije ·
Turkmenistan ·
Uruguay ·
Vanuatu ·
Venezuela ·
Verenigde Arabische Emiraten ·
Verenigde Staten ·
Vietnam ·
Wales ·
Wit-Rusland ·
Zweden ·
Zwitserland